# Guqinpu

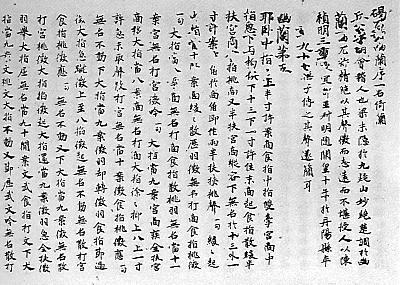
Youlan en notation par mots

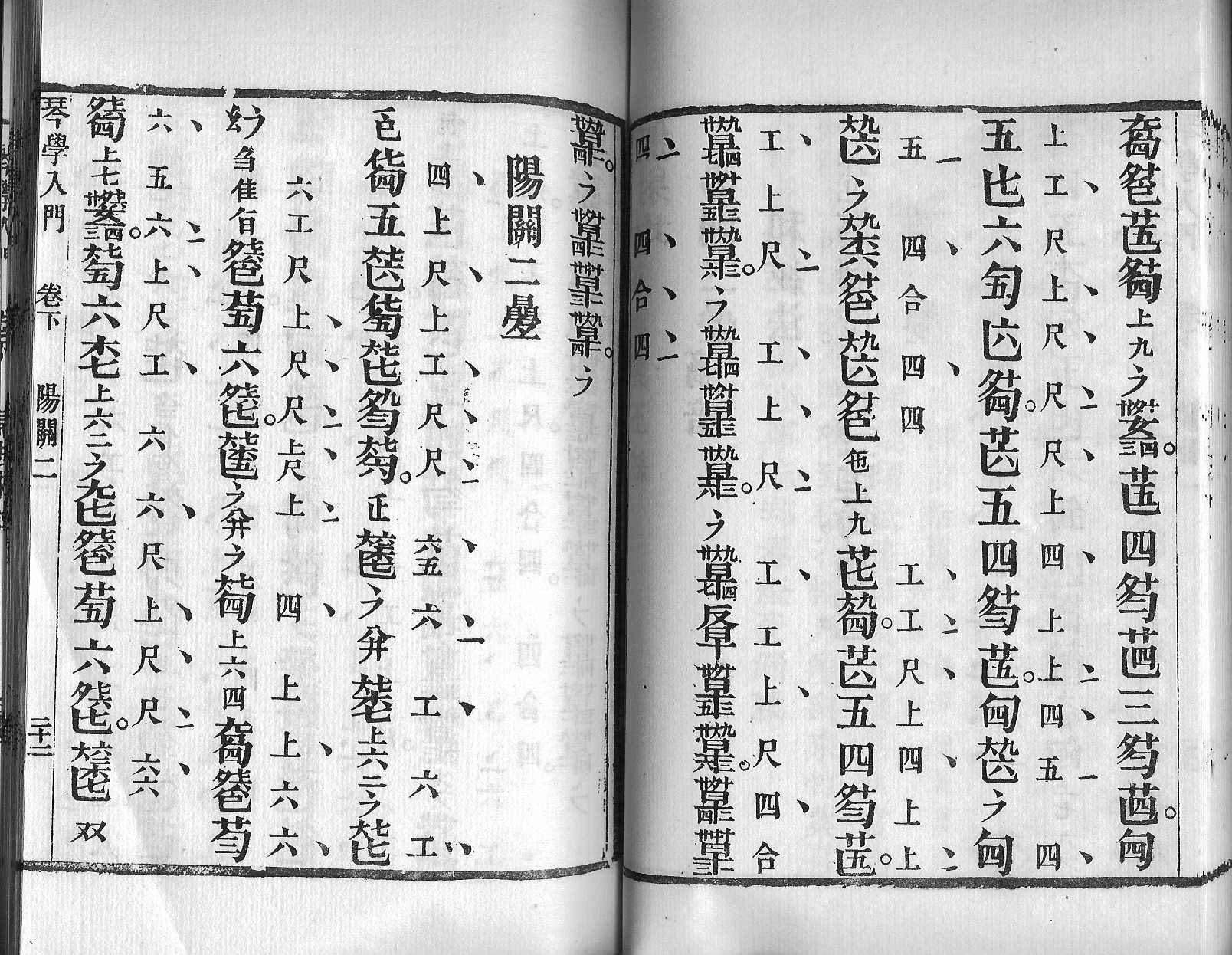
en notation abrégée

La notation guqin ou guqinpu (chinois simplifié : 古琴谱 ; chinois traditionnel : 古琴譜 ; pinyin : gǔqínpǔ) est un ancien système de notation musicale de la civilisation chinoise utilisée pour l'écriture des partitions de guqin. Elle s'inscrit dans la notation gongche ou gongchepu.
Cette notation, qui fonctionne semblable aux tablatures mais qui indique aussi quel doigt utiliser, était une description en mots de la manière juste pour jouer chaque son qui fait partie d'une œuvre musicale ; ce système initial s'appelle la notation wenzi ou wenzipu (文字谱 / 文字譜, wénzìpǔ, « notation verbale »). Vers le VIIIe siècle ce système a été simplifié par un système de symboles semblables aux caractères chinois qui s'appelle le jianzipu (zh) (减字谱 / 減字譜, jiǎnzìpǔ, « notation abrégée »). Plus récemment, l'utilisation de ces deux systèmes a diminué pour être remplacés progressivement pas le jianpu[citation nécessaire]